# Costantino Lecapeno
Costantino Lecapeno (in greco antico: Κωνσταντίνος Λακαπηνός?, Costantinos Lakapēnos; Costantinopoli, ... – Samotracia, 946) è stato un imperatore bizantino che regnò dal 924 al 945, anno della sua deposizione, come co-imperatore assieme al padre, che regnò dal 920 al 944, ai fratelli Cristoforo e Stefano e al legittimo imperatore Costantino VII Porfirogenito, che regnò dal 913 al 959.
All'inizio del 945, poche settimane dopo che, assieme al fratello Stefano, aveva deposto suo padre Romano I, egli fu a sua volta deposto dall’imperatore Costantino VII, che cavalcò l'onda del malcontento popolare derivante dalla deposizione di Romano I, e fu esiliato nell'isola di Samotracia, dove morì tra il 946 e il 948, ucciso durante un tentativo di fuga dall'isola.

## Biografia

### Famiglia
Costantino era figlio di Romano Lecapeno, nonché il quarto e ultimo (o, secondo il cronista Giorgio Cedreno, il terzo) dei suoi figli maschi. Per quanto riguarda i suoi parenti legittimi, aveva dunque due sorelle maggiori, Elena e Agata, e tre fratelli, due sicuramente più grandi, Cristoforo e Costantino, e uno che non è certo se sia nato prima o dopo di lui, Teofilatto; a questi vanno aggiunti poi Basilio, figlio illegittimo di Romano I, e altre due sue sorelle di cui però non è noto il nome ma la cui esistenza ci è nota solo in virtù dei matrimoni che contrassero, una con Romano Mosele e una con Romano Saronite, maestro del palazzo.

### Regno
Quando, nel 919, Romano riuscì a far sposare la propria figlia maggiore, Elena, al giovane imperatore Costantino VII Porfirogenito, allora solo quattordicenne, egli assunse il ruolo di guardiano dell'imperatore, proclamandosi basileopatore, e fece sì che il figlio maggiore, Cristoforo, gli succedesse nella carica di megas hetaireiarches, ossia di comandante delle guardie di palazzo. Nel dicembre 920, Romano riuscì a farsi incoronare co-imperatore, finendo per sopravanzare il genero, Costantino VII, in quanto co-imperatore più anziano, e, per consolidare ancor di più la sua posizione, nonché per far sì che la sua famiglia sopravanzasse la dinastia dei Macedoni, legittima detentrice del trono, incoronò co-imperatore anche suo figlio Cristoforo il 20 maggio 921, mentre Stefano e Costantino furono proclamati co-imperatori il 25 dicembre 924. Inoltre, quando la moglie, Teodora, morì, nel febbraio 922, Romano elevò sua nuora Sofia, moglie di Cristoforo, al titolo di Augusta dell'impero, al pari della figlia Elena.
A seguito della prematura scomparsa del fratello Cristoforo, avvenuta nel 931, e data l'emarginazione de facto di Costantino VII, Stefano e Costantino videro aumentare sempre più il loro potere, sebbene formalmente essi venissero ancora, nella gerarchia imperiale, dopo loro cognato. Nel 939 Costantino sposò la sua prima moglie Anna, figlia del patrikios Adriano, un armeno, la quale però morì poco dopo, 14 gennaio 940. Il 2 febbraio dello stesso anno, Costantino sposò allora Teofano Mamas. Secondo le cronache, Costantino ebbe un solo figlio, anche se non si sa da quale moglie, che fu chiamato Romano e che, secondo il cronista dell'XI secolo  Giorgio Cedreno, fu castrato nel 945, dopo la perdita del potere da parte dei Lecapeni, così che non potesse aver pretese al trono, diventando poi un patrikios e in seguito Eparca di Costantinopoli. 
Costantino e suo fratello vennero alla ribalta nel 943, quando si opposero al matrimonio combinato di loro nipote, Romano II, figlio di loro sorella Elena e di Costantino VII. Loro padre, Romano I, voleva che il nipote prendesse in moglie Eufrosina, figlia del famoso generale Giovanni Curcuas, poiché tale unione avrebbe garantito alla famiglia dei Lecapeni la lealtà dell'esercito. Tuttavia, Stefano e Costantino pensavano che tale matrimonio avrebbe rafforzato la posizione della linea dinastica dei Macedoni, rappresentata da Romano II e da suo padre Costantino VII, a discapito di quella dei figli di Romano I, ossia della loro. I due, quindi, si opposero alla decisione del padre, peraltro ormai vecchio e malato da tempo, e lo convinsero invece a disfarsi di Curcuas nell'autunno del 944. Romano II, infine, prese per moglie Berta, figlia illegittima di Ugo di Provenza, Re d'Italia, la quale dopo il matrimonio cambiò nome in Eudochia.
Con Romano I ormai prossimo alla morte, per Stefano e Costantino il problema della successione al trono divenne urgente, poiché nel 943 lo stesso Romano aveva redatto un testamento che avrebbe lasciato a Costantino VII il ruolo di co-imperatore più importante dopo la sua morte. Temendo che, una volta salito al potere, il cognato li avrebbe deposti e obbligati a intraprendere un percorso monastico, i due, motivati anche da una genuina ambizione, iniziarono a progettare un colpo di Stato; dei due, sembra che Costantino fosse quello più riluttante a questa soluzione, mentre Stefano sarebbe stato più propenso. Ai due fratelli si unirono diversi altri cospiratori, tra i quali Mariano Argiro, il protospatario Basile Peteino e gli strategos Diogene, Clado e Filippo. Il 20 dicembre 944, dunque, i congiurati misero in atto il loro piano. I due fratelli fecero entrare i propri uomini nel Gran Palazzo di Costantinopoli durante la pausa delle attività di palazzo che si aveva in corrispondenza del pranzo, li fecero entrare nelle stanze del padre e in poco tempo riuscirono a rapire l'uomo e a trasportarlo in un vicino porto, da cui, infine, lo portarono sull'isola di Proti, oggi conosciuta come Kınalıada, una delle isole dei Principi, che avevano eletto a luogo d'esilio per il padre. Qui, Romano I acconsentì a prendere i voti monastici e a rinunciare al trono, ritirandosi a vita privata.
Dopo essere riusciti senza troppi problemi a deporre il padre, a Stefano e Costantino non rimase che vedersela con Costantino VII. Sfortunatamente per loro, però, la voce del rapimento e dell'esilio di Romano I e del fatto che la vita di Costantino VII fosse in pericolo si sparse rapidamente tra il popolo, e così ben presto una nutrita folla si radunò al palazzo chiedendo di vedere il proprio imperatore in persona. Secondo lo storico longobardo Liutprando di Cremona, contemporaneo dei fatti, a Costantinopoli erano presenti anche gli ambasciatori e i diplomatici di Amalfi, Gaeta, Roma e Provenza, tutti quanti schierati a favore di Costantino VII. Di fatto, i due Lecapeni non poterono che soccombere all'inevitabile, riconoscendo il cognato come primo tra i co-imperatori.
Il nuovo triumvirato che si venne a creare durò all'incirca 40 giorni. I tre imperatori nominarono ben presto nuovi comandanti per i vari reparti militari, così Barda Foca il Vecchio divenne Domestico delle Scole mentre Costantino Gongile divenne capo della marina militare bizantina e, dal canto loro, Costantino e il fratello riuscirono a ricompensare i propri compagni di congiura, così, tra gli altri, Peteino divenne patrikios e Grande Etariarca, mentre Argiro fu nominato comes stabuli. Tuttavia, il 26 gennaio 945, su sollecitazione della loro sorella, l'Augusta Elena, un nuovo colpo di Stato rimosse i due Lecapeni dal trono, ripristinando l'autorità imperiale nella sola persona di Costantino VII.

### Esilio
Inizialmente i due fratelli furono mandati sull'isola di Proti, esattamente dove loro stessi avevano esiliato il padre poche settimane prima. I cronisti bizantini raccontano che il padre li accolse sull'isola con un passaggio biblico dal primo capitolo del Libro di Isaia che recita: "Udite, cieli; ascolta, terra, perché il Signore dice: ho allevato e fatto crescere figli, ma essi si sono ribellati contro di me". Liutprando di Cremona, tuttavia, racconta una versione leggermente diversa, secondo la quale Romano I avrebbe salutato i figli con amaro sarcasmo, ringraziandoli per non averlo trascurato e porgendo loro le scuse dei monaci per la loro ignoranza su come ricevere adeguatamenteo degli imperatori. Poco dopo, comunque, Costantino fu trasferito sull’isola di Tenedo e infine su quella di Samotracia. Proprio su quell’isola, l’ex imperatore fu ucciso durante un tentativo di fuga in data attualmente sconosciuta. Tuttavia, considerando che nel Teofane Continuato si narra che Romano I, in esilio, ebbe un incubo in cui vide la discesa del figlio all’Inferno dopo che questi era morto, e che Romano I morì nel 948, l’anno di morte di Costantino Lecapeno può essere fissato tra il 946 e il 948.